# 稲庭うどん

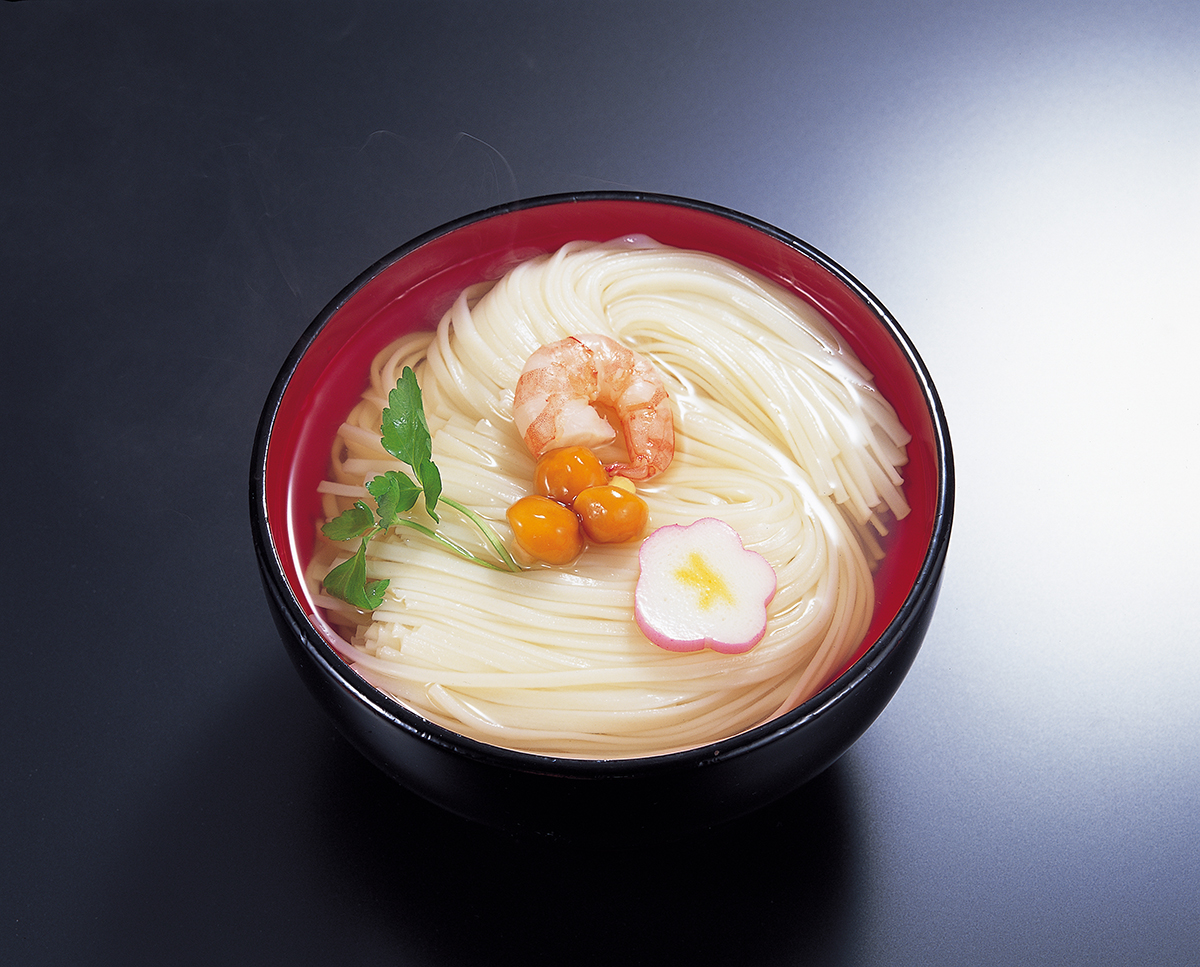
稲庭うどん

稲庭うどん（いなにわうどん）は、秋田県湯沢市稲庭町が発祥の、手延べ製法による干しうどんである。一説には日本三大うどんのひとつに数えられる。同じ製法で作られた「稲庭そうめん」もある。

## 概要
やや黄色味かかった色をしており、ひやむぎより太く、断面は平べったくなっている。
製法としては、うどんというより、そうめんに近い。打ち粉としてデンプンを使う。ひねりながら練るという独特の製法により、麺の内部に気泡が生じ、中空になっている。そのため滑らかな食感が得られる。
一般的に流通しているのは乾麺であるが、地元および県外のアンテナショップ等では半生麺も入手できる。

## 歴史
「稲庭古今事蹟誌」によると、寛文年間以前に久保田藩（秋田藩）領の雄勝郡稲庭村小沢集落（現・秋田県湯沢市稲庭町字小沢）の佐藤市兵衛によって始まると伝えられている。藩主が他藩への贈答品としたり、紀行家・菅江真澄が著書に賛辞を記したりなど、古くから名品として知られていた。
1972年（昭和47年）、それまで稲庭家（佐藤家）の秘伝とされていた製法が公開され、製造量が大幅に増えたことにより、一般市民が口にする機会が増え知名度が向上した。1976年（昭和51年）に稲庭うどん協議会、2001年（平成13年）に秋田県稲庭うどん協同組合が発足し、稲庭うどんの普及と食文化の発展のための活動を行っている。
各地に伝わるふるさとの味として、2007年（平成19年）に農林水産省により「農山漁村の郷土料理百選」に選ばれた。2016年（平成28年）、湯沢市により「ふるさと名物」に選定された。